# Albo d'oro della UEFA Champions League
Questa voce riporta un approfondimento sull'albo d'oro dell'UEFA Champions League.

## Albo d'oro
| Stagione | Data      | Nazionalità della squadra vincitrice | Vincitore (numero vittorie) | Finalista perdente    | Risultato           | Sede della finale                       | Spettatori |
| -------- | --------- | ------------------------------------ | --------------------------- | --------------------- | ------------------- | --------------------------------------- | ---------- |
| 1955-56  | 13 giugno | Spagna                               | Real Madrid                 | Stade Reims           | 4-3                 | Parigi - Parco dei Principi             | 38 239     |
| 1956-57  | 30 maggio | Spagna                               | Real Madrid (2)             | Fiorentina            | 2-0                 | Madrid - Stadio Santiago Bernabéu       | 124 000    |
| 1957-58  | 28 maggio | Spagna                               | Real Madrid (3)             | Milan                 | 3-2 (dts)           | Bruxelles - Heysel                      | 67 000     |
| 1958-59  | 3 giugno  | Spagna                               | Real Madrid (4)             | Stade Reims           | 2-0                 | Stoccarda - Neckarstadion               | 72 000     |
| 1959-60  | 18 maggio | Spagna                               | Real Madrid (5)             | Eintracht Francoforte | 7-3                 | Glasgow - Hampden Park                  | 127 621    |
| 1960-61  | 31 maggio | Portogallo                           | Benfica                     | Barcellona            | 3-2                 | Berna - Wankdorfstadion                 | 26 732     |
| 1961-62  | 2 maggio  | Portogallo                           | Benfica (2)                 | Real Madrid           | 5-3                 | Amsterdam - Olympisch Stadion           | 61 257     |
| 1962-63  | 22 maggio | Italia                               | Milan                       | Benfica               | 2-1                 | Londra - Wembley Stadium                | 45 715     |
| 1963-64  | 27 maggio | Italia                               | Inter                       | Real Madrid           | 3-1                 | Vienna - Prater Stadion                 | 71 333     |
| 1964-65  | 27 maggio | Italia                               | Inter (2)                   | Benfica               | 1-0                 | Milano - San Siro                       | 89 000     |
| 1965-66  | 11 maggio | Spagna                               | Real Madrid (6)             | Partizan              | 2-1                 | Bruxelles - Heysel                      | 46 745     |
| 1966-67  | 25 maggio | Scozia                               | Celtic                      | Inter                 | 2-1                 | Lisbona - Stadio nazionale di Jamor     | 45 000     |
| 1967-68  | 29 maggio | Inghilterra                          | Manchester Utd              | Benfica               | 4-1 (dts)           | Londra - Wembley Stadium                | 92 225     |
| 1968-69  | 28 maggio | Italia                               | Milan (2)                   | Ajax                  | 4-1                 | Madrid - Stadio Santiago Bernabéu       | 31 782     |
| 1969-70  | 6 maggio  | Paesi Bassi                          | Feyenoord                   | Celtic                | 2-1 (dts)           | Milano - San Siro                       | 53 187     |
| 1970-71  | 2 giugno  | Paesi Bassi                          | Ajax                        | Panathīnaïkos         | 2-0                 | Londra - Wembley Stadium                | 83 179     |
| 1971-72  | 31 maggio | Paesi Bassi                          | Ajax (2)                    | Inter                 | 2-0                 | Rotterdam - Stadion Feijenoord          | 61 354     |
| 1972-73  | 30 maggio | Paesi Bassi                          | Ajax (3)                    | Juventus              | 1-0                 | Belgrado - Stadio Rajko Mitić           | 89 484     |
| 1973-74  | 15 maggio | Germania                             | Bayern Monaco               | Atlético Madrid       | 1-1 (dts)           | Bruxelles - Heysel                      | 48 722     |
| 1973-74  | 17 maggio | Germania                             | Bayern Monaco               | Atlético Madrid       | 4-0 (rep.)          | Bruxelles - Heysel                      | 23 283     |
| 1974-75  | 28 maggio | Germania                             | Bayern Monaco (2)           | Leeds Utd             | 2-0                 | Parigi - Parco dei Principi             | 48 374     |
| 1975-76  | 12 maggio | Germania                             | Bayern Monaco (3)           | Saint-Étienne         | 1-0                 | Glasgow - Hampden Park                  | 54 864     |
| 1976-77  | 25 maggio | Inghilterra                          | Liverpool                   | Borussia M'gladbach   | 3-1                 | Roma - Stadio Olimpico                  | 52 078     |
| 1977-78  | 10 maggio | Inghilterra                          | Liverpool (2)               | Club Bruges           | 1-0                 | Londra - Wembley Stadium                | 92 500     |
| 1978-79  | 30 maggio | Inghilterra                          | Nottingham Forest           | Malmö FF              | 1-0                 | Monaco di Baviera - Olympiastadion      | 57 500     |
| 1979-80  | 28 maggio | Inghilterra                          | Nottingham Forest (2)       | Amburgo               | 1-0                 | Madrid - Stadio Santiago Bernabéu       | 51 000     |
| 1980-81  | 27 maggio | Inghilterra                          | Liverpool (3)               | Real Madrid           | 1-0                 | Parigi - Parco dei Principi             | 48 360     |
| 1981-82  | 26 maggio | Inghilterra                          | Aston Villa                 | Bayern Monaco         | 1-0                 | Rotterdam - Stadion Feijenoord          | 46 000     |
| 1982-83  | 25 maggio | Germania                             | Amburgo                     | Juventus              | 1-0                 | Atene - Stadio olimpico Spyros Louīs    | 73 500     |
| 1983-84  | 30 maggio | Inghilterra                          | Liverpool (4)               | Roma                  | 1-1 (dts) (4-2 dtr) | Roma - Stadio Olimpico                  | 69 693     |
| 1984-85  | 29 maggio | Italia                               | Juventus                    | Liverpool             | 1-0                 | Bruxelles - Heysel                      | 58 000     |
| 1985-86  | 7 maggio  | Romania                              | Steaua Bucarest             | Barcellona            | 0-0 (dts) (2-0 dtr) | Siviglia - Stadio Ramón Sánchez-Pizjuán | 70 000     |
| 1986-87  | 27 maggio | Portogallo                           | Porto                       | Bayern Monaco         | 2-1                 | Vienna - Prater Stadion                 | 57 500     |
| 1987-88  | 25 maggio | Paesi Bassi                          | PSV                         | Benfica               | 0-0 (dts) (6-5 dtr) | Stoccarda - Neckarstadion               | 68 000     |
| 1988-89  | 24 maggio | Italia                               | Milan (3)                   | Steaua Bucarest       | 4-0                 | Barcellona - Camp Nou                   | 97 000     |
| 1989-90  | 23 maggio | Italia                               | Milan (4)                   | Benfica               | 1-0                 | Vienna - Prater Stadion                 | 57 500     |
| 1990-91  | 29 maggio | Jugoslavia                           | Stella Rossa                | Olympique Marsiglia   | 0-0 (dts) (5-3 dtr) | Bari - Stadio San Nicola                | 56 000     |
| 1991-92  | 20 maggio | Spagna                               | Barcellona                  | Sampdoria             | 1-0 (dts)           | Londra - Wembley Stadium                | 70 827     |
| 1992-93  | 26 maggio | Francia                              | Olympique Marsiglia         | Milan                 | 1-0                 | Monaco di Baviera - Olympiastadion      | 64 400     |
| 1993-94  | 18 maggio | Italia                               | Milan (5)                   | Barcellona            | 4-0                 | Atene - Stadio olimpico Spyros Louīs    | 70 000     |
| 1994-95  | 24 maggio | Paesi Bassi                          | Ajax (4)                    | Milan                 | 1-0                 | Vienna - Ernst Happel Stadion           | 49 730     |
| 1995-96  | 22 maggio | Italia                               | Juventus (2)                | Ajax                  | 1-1 (dts) (4-2 dtr) | Roma - Stadio Olimpico                  | 70 000     |
| 1996-97  | 28 maggio | Germania                             | Borussia Dortmund           | Juventus              | 3-1                 | Monaco di Baviera - Olympiastadion      | 59 000     |
| 1997-98  | 20 maggio | Spagna                               | Real Madrid (7)             | Juventus              | 1-0                 | Amsterdam - Amsterdam ArenA             | 48 500     |
| 1998-99  | 26 maggio | Inghilterra                          | Manchester Utd (2)          | Bayern Monaco         | 2-1                 | Barcellona - Camp Nou                   | 90 245     |
| 1999-00  | 24 maggio | Spagna                               | Real Madrid (8)             | Valencia              | 3-0                 | Saint-Denis - Stade de France           | 80 000     |
| 2000-01  | 23 maggio | Germania                             | Bayern Monaco (4)           | Valencia              | 1-1 (dts) (5-4 dtr) | Milano - Stadio Giuseppe Meazza         | 79 000     |
| 2001-02  | 15 maggio | Spagna                               | Real Madrid (9)             | Bayer Leverkusen      | 2-1                 | Glasgow - Hampden Park                  | 50 499     |
| 2002-03  | 28 maggio | Italia                               | Milan (6)                   | Juventus              | 0-0 (dts) (3-2 dtr) | Manchester - Old Trafford               | 62 315     |
| 2003-04  | 26 maggio | Portogallo                           | Porto (2)                   | Monaco                | 3-0                 | Gelsenkirchen - Veltins-Arena           | 53 053     |
| 2004-05  | 25 maggio | Inghilterra                          | Liverpool (5)               | Milan                 | 3-3 (dts) (3-2 dtr) | Istanbul - Stadio olimpico Atatürk      | 69 600     |
| 2005-06  | 17 maggio | Spagna                               | Barcellona (2)              | Arsenal               | 2-1                 | Saint-Denis - Stade de France           | 79 610     |
| 2006-07  | 23 maggio | Italia                               | Milan (7)                   | Liverpool             | 2-1                 | Atene - Stadio olimpico Spyros Louīs    | 63 800     |
| 2007-08  | 21 maggio | Inghilterra                          | Manchester Utd (3)          | Chelsea               | 1-1 (dts) (6-5 dtr) | Mosca - Stadio Lužniki                  | 67 310     |
| 2008-09  | 27 maggio | Spagna                               | Barcellona (3)              | Manchester Utd        | 2-0                 | Roma - Stadio Olimpico                  | 62 467     |
| 2009-10  | 22 maggio | Italia                               | Inter (3)                   | Bayern Monaco         | 2-0                 | Madrid - Stadio Santiago Bernabéu       | 73 490     |
| 2010-11  | 28 maggio | Spagna                               | Barcellona (4)              | Manchester Utd        | 3-1                 | Londra - Wembley Stadium                | 87 695     |
| 2011-12  | 19 maggio | Inghilterra                          | Chelsea                     | Bayern Monaco         | 1-1 (dts) (4-3 dtr) | Monaco di Baviera - Allianz Arena       | 62 500     |
| 2012-13  | 25 maggio | Germania                             | Bayern Monaco (5)           | Borussia Dortmund     | 2-1                 | Londra - Wembley Stadium                | 86 298     |
| 2013-14  | 24 maggio | Spagna                               | Real Madrid (10)            | Atlético Madrid       | 4-1 (dts)           | Lisbona - Estádio da Luz                | 60 976     |
| 2014-15  | 6 giugno  | Spagna                               | Barcellona (5)              | Juventus              | 3-1                 | Berlino - Olympiastadion                | 70 442     |
| 2015-16  | 28 maggio | Spagna                               | Real Madrid (11)            | Atlético Madrid       | 1-1 (dts) (5-3 dtr) | Milano - Stadio Giuseppe Meazza         | 71 942     |
| 2016-17  | 3 giugno  | Spagna                               | Real Madrid (12)            | Juventus              | 4-1                 | Cardiff - Millennium Stadium            | 65 842     |
| 2017-18  | 26 maggio | Spagna                               | Real Madrid (13)            | Liverpool             | 3-1                 | Kiev - Stadio Olimpico                  | 61 561     |
| 2018-19  | 1º giugno | Inghilterra                          | Liverpool (6)               | Tottenham             | 2-0                 | Madrid - Stadio Wanda Metropolitano     | 63 272     |
| 2019-20  | 23 agosto | Germania                             | Bayern Monaco (6)           | Paris Saint-Germain   | 1-0                 | Lisbona - Estádio da Luz                | 0          |
| 2020-21  | 29 maggio | Inghilterra                          | Chelsea (2)                 | Manchester City       | 1-0                 | Porto - Stadio do Dragão                | 14 110     |
| 2021-22  | 28 maggio | Spagna                               | Real Madrid (14)            | Liverpool             | 1-0                 | Saint-Denis - Stade de France           | 75 000     |
| 2022-23  | 10 giugno | Inghilterra                          | Manchester City             | Inter                 | 1-0                 | Istanbul - Stadio olimpico Atatürk      | 71 412     |
| 2023-24  | 1º giugno | Spagna                               | Real Madrid (15)            | Borussia Dortmund     | 2-0                 | Londra - Wembley Stadium                | 86 212     |
| 2024-25  | 31 maggio | Francia                              | Paris Saint-Germain         | Inter                 | 5-0                 | Monaco di Baviera - Allianz Arena       | 64 327     |
| 2025-26  | 30 maggio |                                      |                             |                       |                     | Budapest - Puskás Aréna                 |            |
| 2026-27  | 5 giugno  |                                      |                             |                       |                     |                                         |            |

## Statistiche

### Edizioni vinte e secondi posti per squadra
| Squadra               | Vittorie | Secondi posti | Anni vittorie                                                                            | Anni secondi posti                       |
| --------------------- | -------- | ------------- | ---------------------------------------------------------------------------------------- | ---------------------------------------- |
| Real Madrid           | 15       | 3             | 1956, 1957, 1958, 1959, 1960, 1966, 1998, 2000, 2002, 2014, 2016, 2017, 2018, 2022, 2024 | 1962, 1964, 1981                         |
| Milan                 | 7        | 4             | 1963, 1969, 1989, 1990, 1994, 2003, 2007                                                 | 1958, 1993, 1995, 2005                   |
| Bayern Monaco         | 6        | 5             | 1974, 1975, 1976, 2001, 2013, 2020                                                       | 1982, 1987, 1999, 2010, 2012             |
| Liverpool             | 6        | 4             | 1977, 1978, 1981, 1984, 2005, 2019                                                       | 1985, 2007, 2018, 2022                   |
| Barcellona            | 5        | 3             | 1992, 2006, 2009, 2011, 2015                                                             | 1961, 1986, 1994                         |
| Ajax                  | 4        | 2             | 1971, 1972, 1973, 1995                                                                   | 1969, 1996                               |
| Inter                 | 3        | 4             | 1964, 1965, 2010                                                                         | 1967, 1972, 2023, 2025                   |
| Manchester Utd        | 3        | 2             | 1968, 1999, 2008                                                                         | 2009, 2011                               |
| Juventus              | 2        | 7             | 1985, 1996                                                                               | 1973, 1983, 1997, 1998, 2003, 2015, 2017 |
| Benfica               | 2        | 5             | 1961, 1962                                                                               | 1963, 1965, 1968, 1988, 1990             |
| Chelsea               | 2        | 1             | 2012, 2021                                                                               | 2008                                     |
| Nottingham Forest     | 2        | 0             | 1979, 1980                                                                               | -                                        |
| Porto                 | 2        | 0             | 1987, 2004                                                                               | -                                        |
| Borussia Dortmund     | 1        | 2             | 1997                                                                                     | 2013, 2024                               |
| Celtic                | 1        | 1             | 1967                                                                                     | 1970                                     |
| Amburgo               | 1        | 1             | 1983                                                                                     | 1980                                     |
| Steaua Bucarest       | 1        | 1             | 1986                                                                                     | 1989                                     |
| Olympique Marsiglia   | 1        | 1             | 1993                                                                                     | 1991                                     |
| Manchester City       | 1        | 1             | 2023                                                                                     | 2021                                     |
| Paris Saint-Germain   | 1        | 1             | 2025                                                                                     | 2020                                     |
| Feyenoord             | 1        | 0             | 1970                                                                                     | -                                        |
| Aston Villa           | 1        | 0             | 1982                                                                                     | -                                        |
| PSV                   | 1        | 0             | 1988                                                                                     | -                                        |
| Stella Rossa          | 1        | 0             | 1991                                                                                     | -                                        |
| Atlético Madrid       | 0        | 3             | -                                                                                        | 1974, 2014, 2016                         |
| Stade Reims           | 0        | 2             | -                                                                                        | 1956, 1959                               |
| Valencia              | 0        | 2             | -                                                                                        | 2000, 2001                               |
| Fiorentina            | 0        | 1             | -                                                                                        | 1957                                     |
| Eintracht Francoforte | 0        | 1             | -                                                                                        | 1960                                     |
| Partizan              | 0        | 1             | -                                                                                        | 1966                                     |
| Panathīnaïkos         | 0        | 1             | -                                                                                        | 1971                                     |
| Leeds Utd             | 0        | 1             | -                                                                                        | 1975                                     |
| Saint-Étienne         | 0        | 1             | -                                                                                        | 1976                                     |
| Borussia M'gladbach   | 0        | 1             | -                                                                                        | 1977                                     |
| Club Bruges           | 0        | 1             | -                                                                                        | 1978                                     |
| Malmö FF              | 0        | 1             | -                                                                                        | 1979                                     |
| Roma                  | 0        | 1             | -                                                                                        | 1984                                     |
| Sampdoria             | 0        | 1             | -                                                                                        | 1992                                     |
| Bayer Leverkusen      | 0        | 1             | -                                                                                        | 2002                                     |
| Monaco                | 0        | 1             | -                                                                                        | 2004                                     |
| Arsenal               | 0        | 1             | -                                                                                        | 2006                                     |
| Tottenham             | 0        | 1             | -                                                                                        | 2019                                     |

### Edizioni vinte e secondi posti per nazione
| Nazione     | Vittorie | Finali perse | Squadre vincitrici                                                                                          | Finali perse |
| ----------- | -------- | ------------ | --- | --- |
| Spagna      | 20       | 11           | Real Madrid (15), Barcellona (5)                                                                            | Real Madrid (3), Barcellona (3), Atlético Madrid (3), Valencia (2)                                                              |
| Inghilterra | 15       | 11           | Liverpool (6), Manchester Utd (3), Nottingham Forest (2), Chelsea (2), Aston Villa (1), Manchester City (1) | Liverpool (4), Manchester Utd (2), Leeds Utd (1), Arsenal (1), Chelsea (1), Tottenham (1), Manchester City (1)                  |
| Italia      | 12       | 18           | Milan (7), Inter (3), Juventus (2)                                                                          | Juventus (7), Milan (4), Inter (4), Fiorentina (1), Roma (1), Sampdoria (1)                                                     |
| Germania    | 8        | 11           | Bayern Monaco (6), Borussia Dortmund (1), Amburgo (1)                                                       | Bayern Monaco (5), Borussia Dortmund (2), Bayer Leverkusen (1), Borussia M'gladbach (1), Eintracht Francoforte (1), Amburgo (1) |
| Paesi Bassi | 6        | 2            | Ajax (4), PSV (1), Feyenoord (1)                                                                            | Ajax (2) |
| Portogallo  | 4        | 5            | Benfica (2), Porto (2)                                                                                      | Benfica (5) |
| Francia     | 2        | 6            | Olympique Marsiglia (1), Paris Saint-Germain (1)                                                            | Stade Reims (2), Saint-Étienne (1), Olympique Marsiglia (1), Monaco (1), Paris Saint-Germain (1)                                |
| Jugoslavia  | 1        | 1            | Stella Rossa (1)                                                                                            | Partizan (1) |
| Romania     | 1        | 1            | Steaua Bucarest (1)                                                                                         | Steaua Bucarest (1) |
| Scozia      | 1        | 1            | Celtic (1)                                                                                                  | Celtic (1) |
| Belgio      | 0        | 1            | | Club Bruges (1) |
| Grecia      | 0        | 1            | | Panathīnaïkos (1) |
| Svezia      | 0        | 1            | | Malmö FF (1) |

### Sedi delle finali per nazione
| Nazione     | Numero finali | Stadi e anni |
| ----------- | ------------- | --- |
| Inghilterra | 9             | Londra - Vecchio Wembley (1963, 1968, 1971, 1978, 1992) Londra - Nuovo Wembley (2011, 2013, 2024) Manchester - Old Trafford (2003)                                                                                |
| Italia      | 9             | Roma - Stadio Olimpico (1977, 1984, 1996, 2009) Milano - San Siro/Stadio Giuseppe Meazza (1965, 1970, 2001, 2016) Bari - San Nicola (1991)                                                                        |
| Germania    | 9             | Monaco di Baviera - Stadio Olimpico (1979, 1993, 1997) Stoccarda - Neckarstadion (1959, 1988) Gelsenkirchen - Veltins-Arena (2004) Monaco di Baviera - Allianz Arena (2012, 2025) Berlino - Olympiastadion (2015) |
| Spagna      | 8             | Madrid - Stadio Santiago Bernabéu (1957, 1969, 1980, 2010) Madrid - Stadio Wanda Metropolitano (2019) Barcellona - Camp Nou (1989, 1999) Siviglia - Stadio Pizjuán (1986)                                         |
| Francia     | 6             | Parigi - Parco dei Principi (1956, 1975, 1981) Saint-Denis - Stade de France (2000, 2006, 2022) |
| Austria     | 4             | Vienna - Prater Stadion/Ernst Happel Stadion (1964, 1987, 1990, 1995) |
| Belgio      | 4             | Bruxelles - Heysel (1958, 1966, 1974, 1985) |
| Paesi Bassi | 4             | Rotterdam - Stadion Feijenoord (1972, 1982) Amsterdam - Stadio Olimpico (1962) Amsterdam - Amsterdam ArenA (1998)                                                                                                 |
| Portogallo  | 4             | Lisbona - Stadio Nazionale (1967) Lisbona - Estádio da Luz (2014, 2020) Porto - Stadio do Dragão (2021) |
| Grecia      | 3             | Atene - Stadio Olimpico (1983, 1994, 2007) |
| Scozia      | 3             | Glasgow - Hampden Park (1960, 1976, 2002) |
| Turchia     | 2             | Istanbul - Stadio Olimpico (2005, 2023) |
| Svizzera    | 1             | Berna - Wankdorfstadion (1961) |
| Jugoslavia  | 1             | Belgrado - Stadio Stella Rossa (1973) |
| Russia      | 1             | Mosca - Stadio Lužniki (2008) |
| Galles      | 1             | Cardiff - Millennium Stadium (2017) |
| Ucraina     | 1             | Kiev - Stadio Olimpico (2018) |
| Ungheria    | 1             | Budapest - Puskás Aréna (2026) |

### Finali con squadre della stessa nazione
Nella storia della UEFA Champions League per otto volte le finaliste appartenevano alla stessa nazione:
- Spagna
  - nel 1999-2000: Real Madrid e Valencia; una terza spagnola, il Barcellona, era in semifinale.
  - nel 2013-2014: Real Madrid e Atlético Madrid; per la prima volta nella competizione si affrontano in finale due squadre della stessa città.
  - nel 2015-2016: Real Madrid e Atlético Madrid si affrontano per la seconda volta in finale.
- Inghilterra
  - nel 2007-2008: Manchester Utd e Chelsea; una terza inglese, il Liverpool, era in semifinale.
  - nel 2018-2019: Tottenham e Liverpool.
  - nel 2020-2021: Manchester City e Chelsea.
- Italia
  - nel 2002-2003: Juventus e Milan; una terza italiana, l'Inter, era in semifinale.
- Germania
  - nel 2012-2013: Borussia Dortmund e Bayern Monaco.